# 木辺孝慈
木邊 孝慈（きべ こうじ、1881年（明治14年）4月11日 - 1969年（昭和44年）1月23日）は、真宗木辺派の僧侶。男爵。西本願寺21世法主 明如（大谷光尊）の次男、22世法主 鏡如（大谷光瑞）の弟。

## 略歴
1894年に、錦織寺19代住職・木辺淳慈の養子となり、1896年に特旨により男爵となる。前田慧雲に師事し仏学を修める。
当時、真宗木辺派に後継者がいなかったので、17歳で本山・錦織寺に入り第20代法主を継ぐ。法隆寺の佐伯定胤に唯識の講義を受けている。学徳共に秀で人望も厚かった。1940年（昭和15年）、大日本仏教会初代会長となる。

## 家族・親族
- 父：西本願寺21世法主 明如（大谷光尊）
- 兄：西本願寺22世法主 鏡如（大谷光瑞）
- 妹：歌人の九条武子
- 妻：醍醐忠敬の娘・静子。
- 長女：彰子 - 子爵・藤谷為隆に嫁ぐ。
- 長男：木辺宣慈
- 次女：弘子 - 真宗誠照寺派の28世法主・二条秀淳に嫁ぎ、その娘は大谷貴代子。
- 三女：行子 - 子爵・毛利元靖に嫁ぐ。

## 栄典
- 1907年（明治40年）5月10日 - 正五位[2]
- 1941年（昭和16年）7月1日 - 正三位[3]